# Fontana della Barcaccia
Fontana della Barcaccia ("Fonte da Barcaça") é uma fonte barroca localizada na Piazza di Spagna, em Roma, Itália, logo abaixo da Escadaria de Espanha. Seu nome é uma referência ao seu formato de um barco semi-afundando com água jorrando das amuradas. A fonte foi encomendada pelo papa Urbano VIII e completada em 1627 por Pietro Bernini e seu filho, Gian Lorenzo Bernini.
Este formato foi escolhido pois, antes da construção dos muros na margem do Tibre, o rio geralmente provocava enchentes e, em 1598, houve uma particularmente ruim e a Piazza di Spagna ficou pelo menos um metro debaixo d'água. Quando a enchente cedeu, um barco ficou encalhado na praça.
O poeta inglês John Keats gostava de ouvir o confortante som da água desta fonte em seu leito de morte. Segundo ele, o som lembrava-lhe falas de peças antigas e foi a fonte de seu epitáfio: "Aqui jaz aquele cujo nome foi escrito na água".

## Galeria

Imagens da fonte
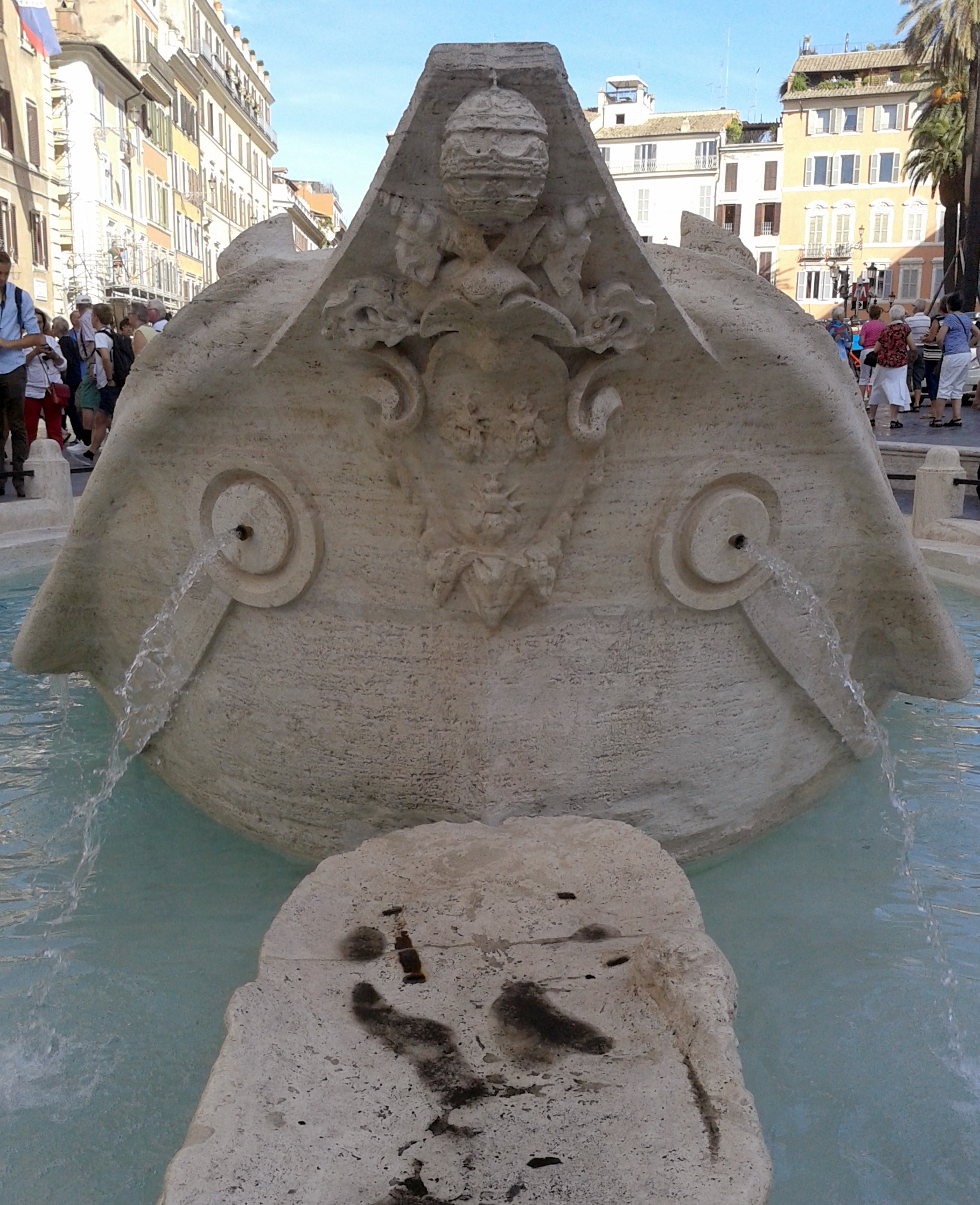
Brasão do papa Urbano VIII.
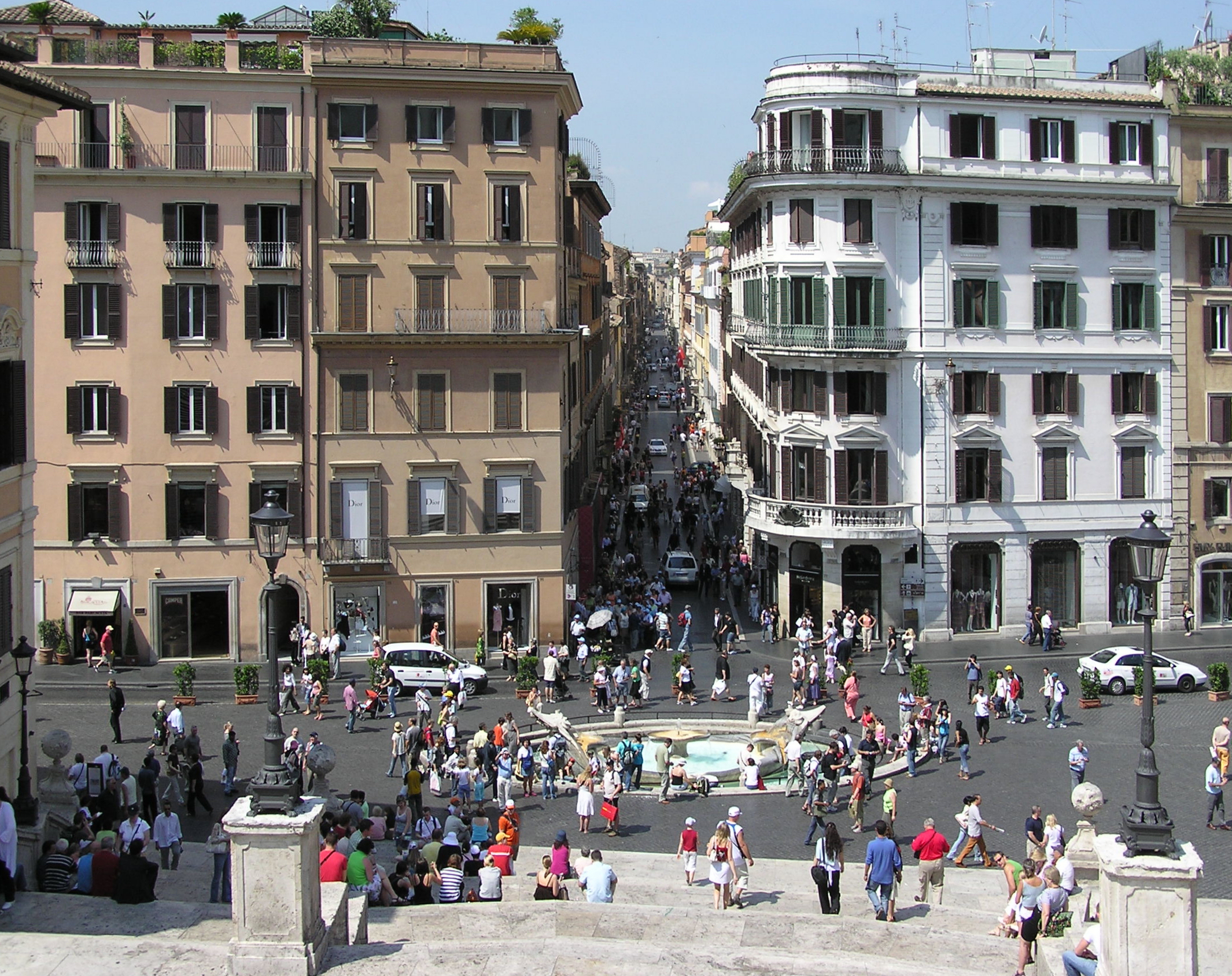
Vista da fonte com a Via Condotti no fundo.
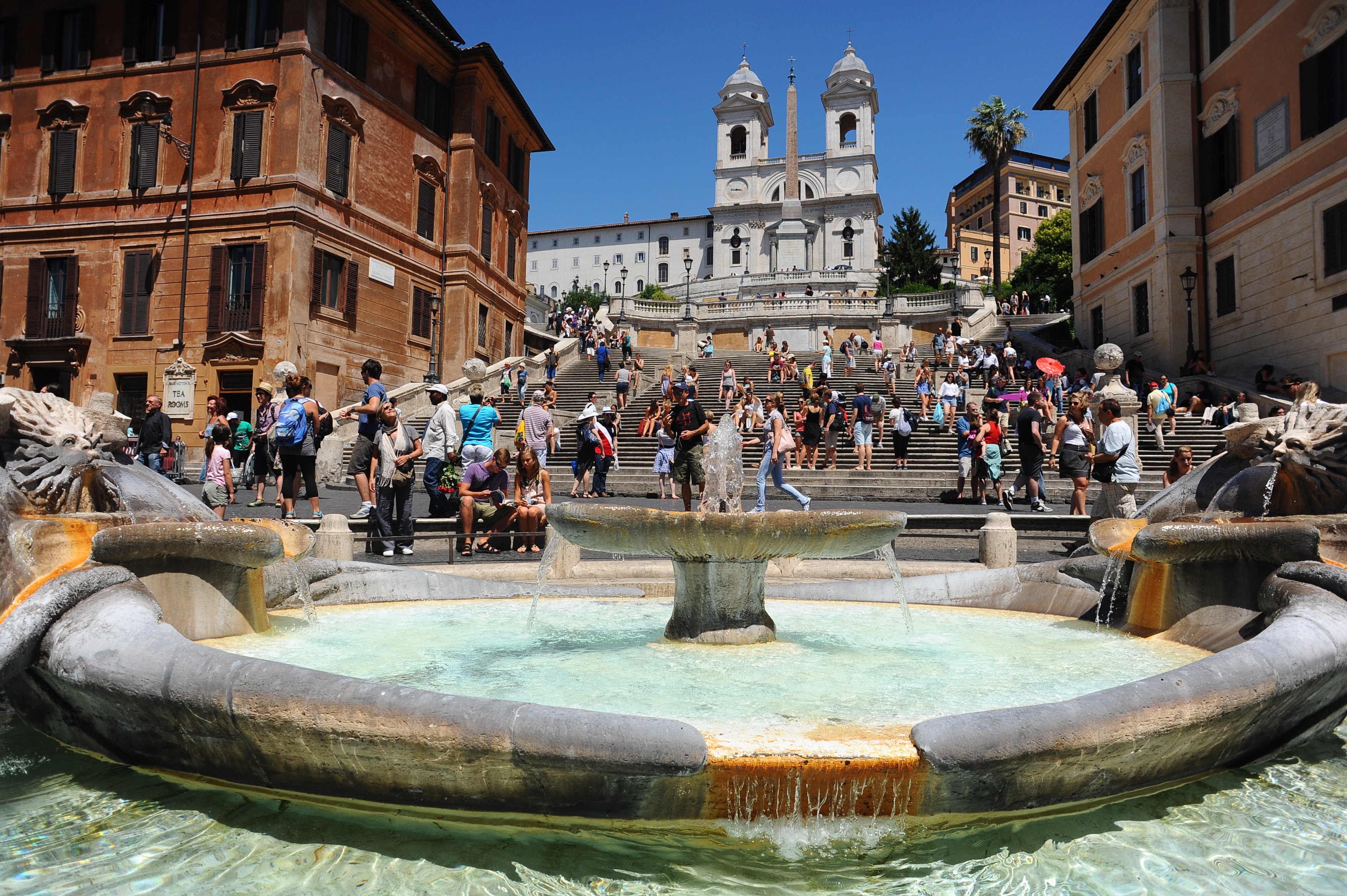
Vista da fonte com Trinità dei Monti no alto da Scalinata di Spagna ao fundo.
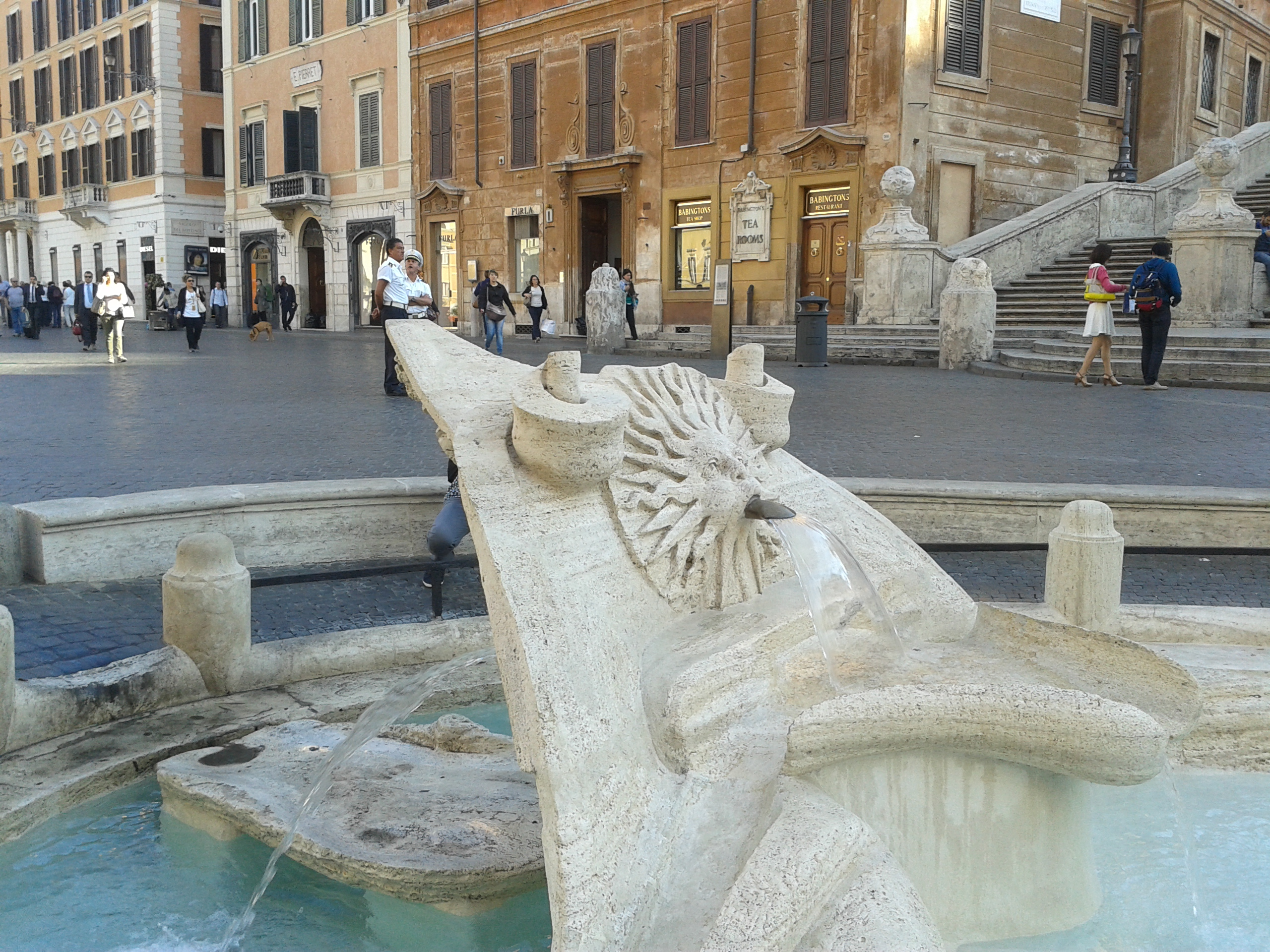
Detalhe.